# در سراسر جهان (ترانه کریستینا آگیلرا)
«در سراسر جهان» ترانه‌ای از هنرمند اهل ایالات متحده آمریکا کریستینا آگیلرا است. این ترانه در آلبوم لوتوس (آلبوم کریستینا آگیلرا) قرار داشت.